# Babiana
Babiana es un género de plantas herbáceas, perennes y bulbosas perteneciente a la familia de las iridáceas. El género incluye aproximadamente 90 especies originarias de Sudáfrica. La mayoría de estas especies se encuentran en el suroeste del Cabo de África, y el resto distribuido en Namaqualand y el norte de la provincia del Cabo. En la naturaleza, los babuinos recogen los bulbos de estas especies como alimento, de ahí proviene el nombre del género.

## Descripción
Las flores, de 2 a 3 cm, son actinomorfas y hermafroditas. El perigonio está compuesto por 6 tépalos unidos en la base formando un largo tubo. Los estambres son unilaterales. Las hojas presentan pliegues y son pubescentes. Poseen importancia ornamental.

## Taxonomía
El género fue descrito por Ker Gawl. ex Sims y publicado en Bot. Mag. 15: ad >t. 539.<. 1801.
Etimología
Babiana: nombre genérico que proviene porque en la naturaleza, los babuinos recogen los bulbos de estas especies como alimento, de ahí proviene el nombre del género.

## Especies
- Babiana fragrans